# 梁寨镇
梁寨镇，是中华人民共和国江苏省徐州市丰县下辖的一个乡镇级行政单位。

## 行政区划
梁寨镇下辖以下地区：
梁寨社区、小李寨社区、新庄社区、梁寨村、红楼村、新腰里王村、夹堤村、周楼村、光庄村、盖庄村、石桥村、杨新庄村、赵楼村、举人庄村、孟楼村、单楼村、四楼村、新闫楼村、黄楼村、大王楼村、小李寨村、新集村和新庄村。